# Cajarc
Cajarc é uma comuna francesa situada no departamento do Lot, na região de Occitânia.

## Celebridades
- Françoise Sagan, escritora.